# Junges Blut (film 1936)
Junges Blut (Sangue giovane) è un film del 1936 scritto, prodotto e diretto da Kurt Skalden che firma anche come direttore della fotografia e montatore.

## Produzione
Il film fu prodotto dalla Skaldon-Terra.

## Distribuzione
Distribuito dalla Terra-Filmverleih, uscì nelle sale cinematografiche tedesche il 24 gennaio 1936. In Austria, prese anche il titolo alternativo Der Brauthandel.